# Уто Галльвіц
Уто Август Едгар Майнрад Гальвіц (нім. Uto August Edgar Meinrad Gallwitz; 22 травня 1892, Райхенбах, Німецька імперія — 31 березня 1943, Ульяновка, РРФСР) — німецький офіцер, генерал-майор вермахту.

## Біографія
16 вересня 1914 року вступив добровольцем в Імперську армію. Учасник Першої світової війни. Після демобілізації армії залишений у рейхсвері. З 1 лютого 1935 року — референт, потім начальник групи відділу боєприпасів Управління озброєнь сухопутних військ. З 20 жовтня 1942 року — командир 610-го артилерійського полку. Загинув у бою.

## Звання
- Лейтенант резерву (13 квітня 1916)
- Лейтенант (15 березня 1917)
- Обер-лейтенант (1 грудня 1923)
- Гауптман (1 листопада 1928)
- Майор (1 квітня 1935)
- Оберст-лейтенант (1 січня 1938)
- Генерал-майор (20 квітня 1943; посмертно)

## Нагороди
- Залізний хрест 2-го і 1-го класу
- Нагрудний знак «За поранення» в чорному
- Сілезький Орел 2-го і 1-го ступеня
- Почесний хрест ветерана війни з мечами
- Медаль «За вислугу років у Вермахті» 4-го, 3-го і 2-го класу (18 років)
- Медаль «У пам'ять 1 жовтня 1938»
- Хрест Воєнних заслуг 2-го і 1-го класу з мечами
- Премія Фріца Тодта в золоті (8 лютого 1944; посмертно)